# 蘇州大学
蘇州大学 (中国語：苏州大学、英語：Soochow University) は、中華人民共和国蘇州市にある国立大学。東呉大学が前身であり、中国の重点大学、211大学、双一流大学である。総合大学として人文、理、工、農、医学などの専攻を持つ。

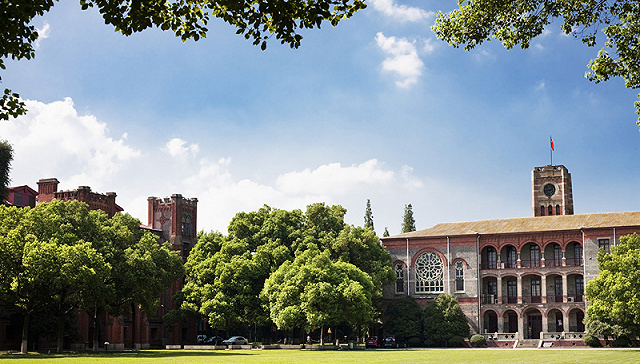
本部キャンパス

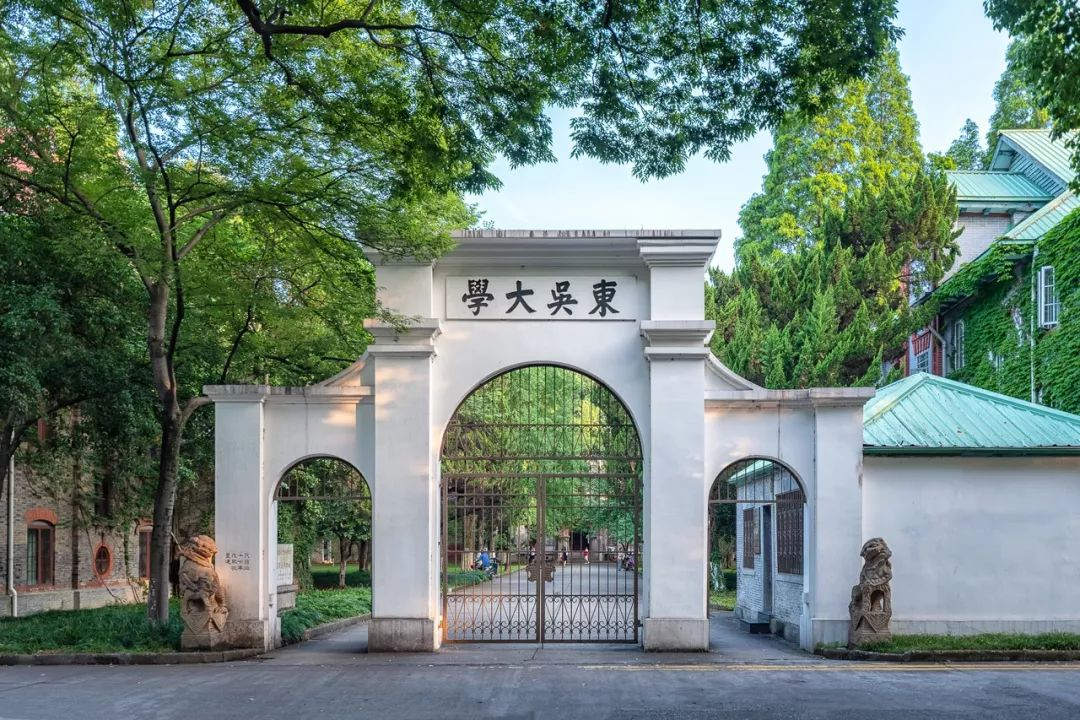
校門

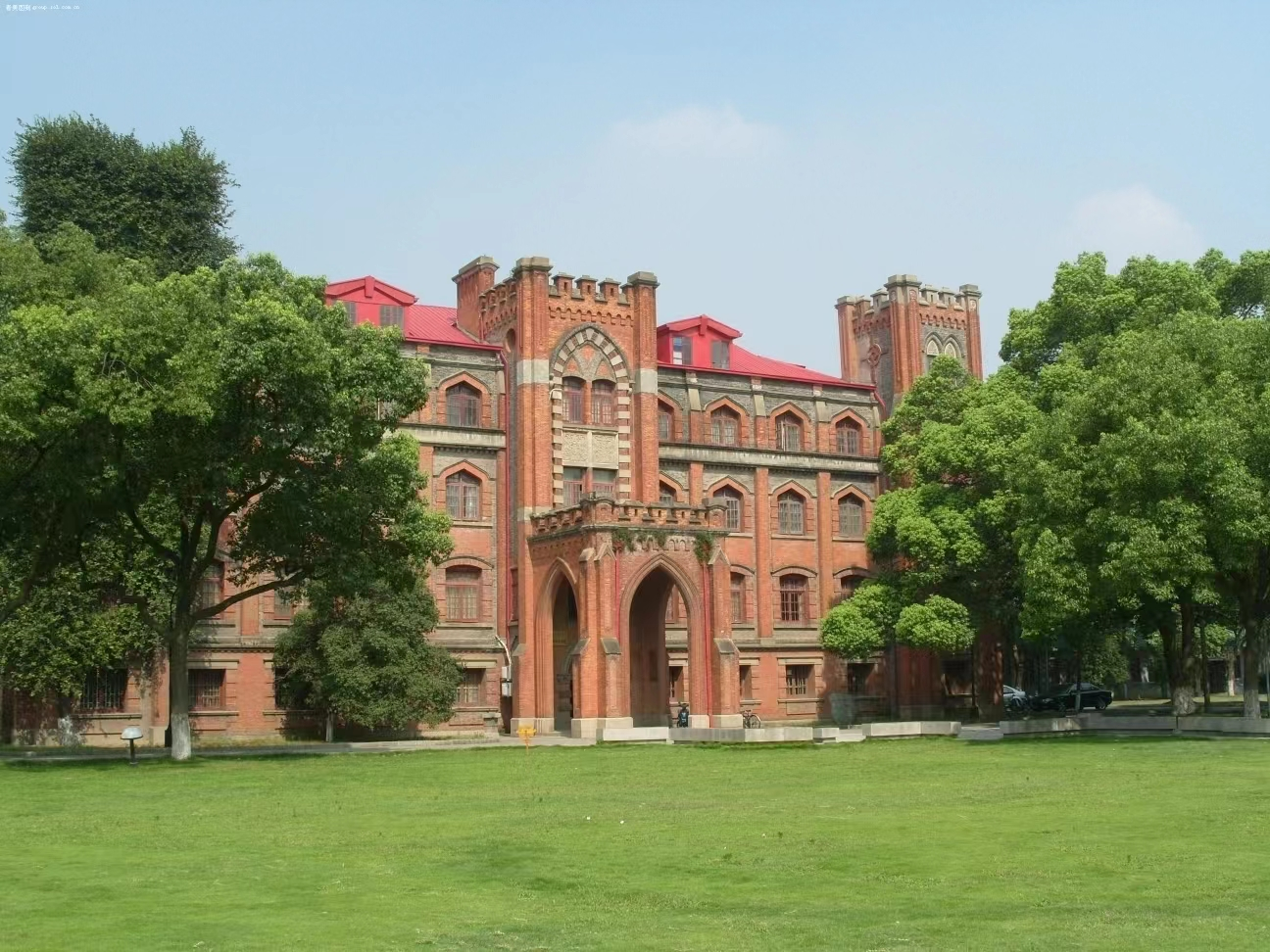
数学棟

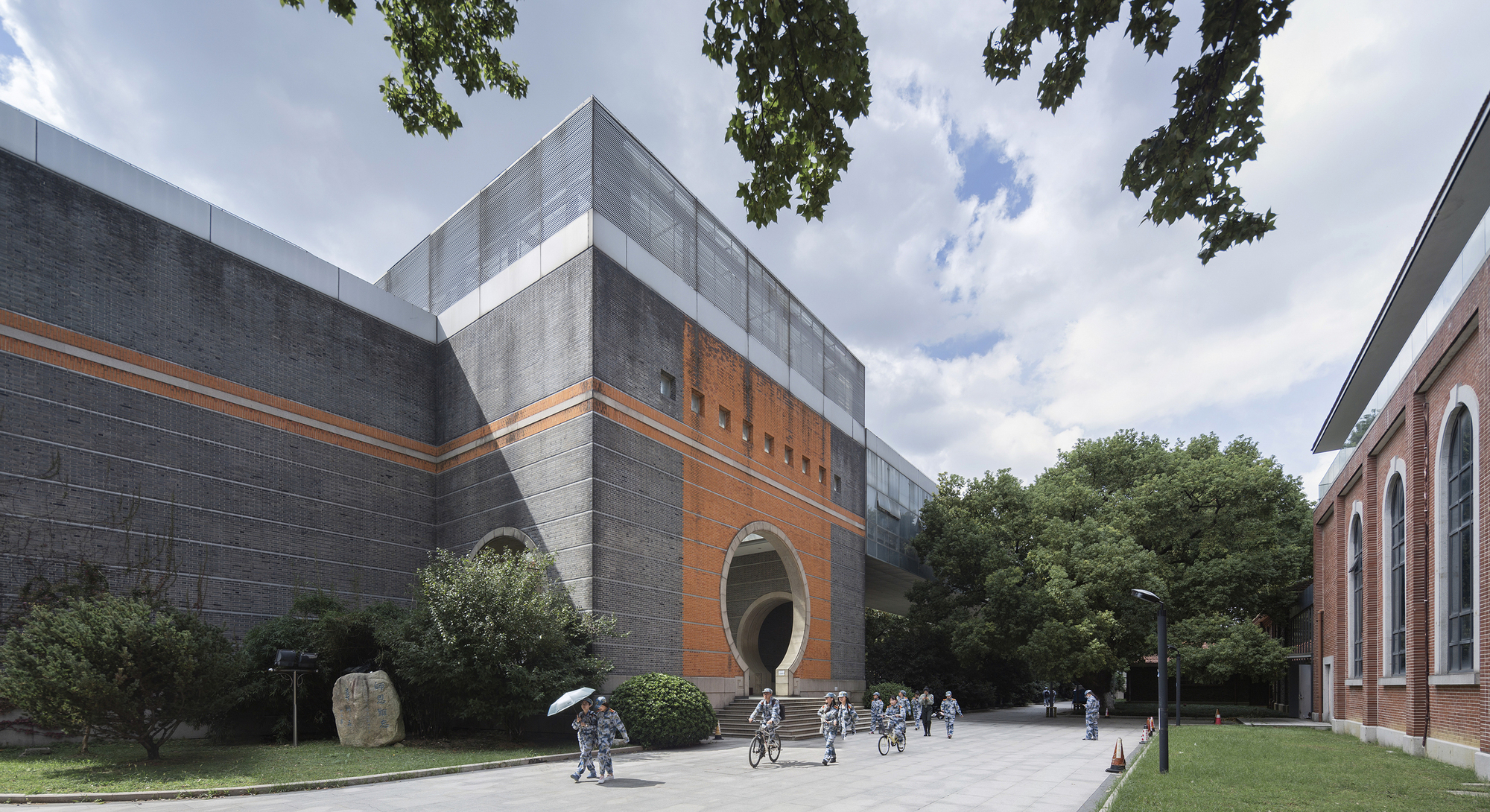
法学部

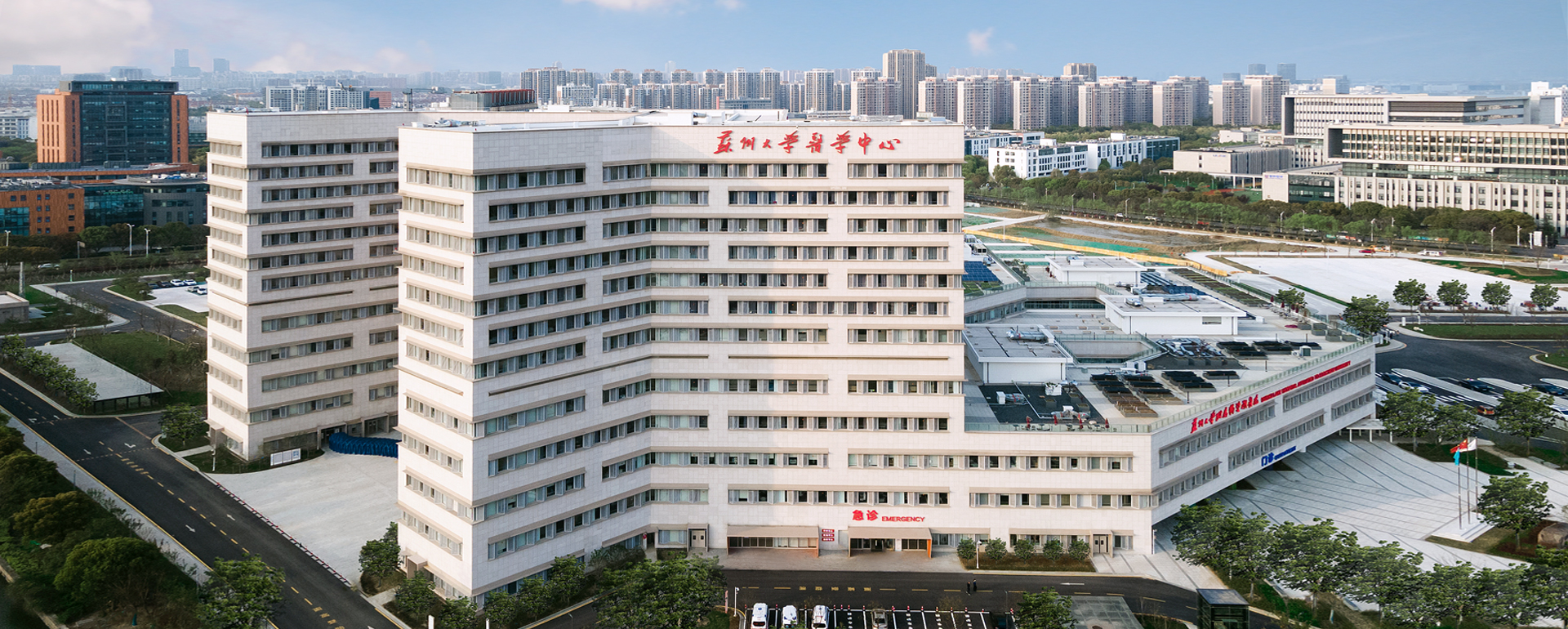
医学センター